# 방천극

방천극(方天戟)은 극(戟)의 일종으로, 창(槍)에서 발전한 무기이다.
송나라 이후부터 사용되기 시작했으며, 양 쪽에 정(井)자 모양으로 붙어있는 월아(月牙)가 특징이다. 핼버드처럼 적을 꿰어 공격하거나 찔러 공격할 수 있으며, 이외에도 베거나 때려 공격하는 등 다양한 방식의 공격이 가능한 것이 장점이다.
대표적인 방천극으로는 중국 삼국 시대의 장수인 여포(呂布)가 사용했다고 알려진 방천화극(方天畵戟)이 있다.